# Hajnáčsky hradný vrch
Hajnáčsky hradný vrch je přírodní rezervace v oblasti Cerová vrchovina.
Nachází se v katastrálním území obce Hajnáčka v okrese Rimavská Sobota v Banskobystrickém kraji. Území bylo vyhlášeno v roce 1964 a novelizováno v letech 1984, 1988 na rozloze 9,71 ha. Ochranné pásmo nebylo stanoveno.